# Taehongdan
Taehongdan là một kun, hay huyện, tỉnh Ryanggang, Bắc Triều Tiên. Khu vực này trước đây thuộc Musan.
Về phía bắc, Taehongdan giáp sông Tumen bên kia là Cộng hoà Nhân dân Trung Hoa. Huyện này nằm ở rìa tây bắc của cao nguyên Paekmu. Đỉnh cao nhất ở huyện là Changchongsan (장청산). Sông chính ở đây là Tumen. Khoảng 91% diện tích huyện là rừng. Do địa hình, huyện này có khí hậu lục địa với mùa đông rét. 
Huyện này chỉ có đường bộ, không có đường ray. Kinh tế chủ yếu là lâm nghiệp và nông nghiệp.